# Joaquín Guichot y Barrera
Joaquín Guichot y Barrera (Sevilla, 1884-Madrid, 1944) fue un escritor y jurista español.

## Biografía
Nació el 19 de noviembre de 1884 en Sevilla. Licenciado en Derecho por la Universidad de Sevilla en
1907 y se doctoró al año siguiente en la Central de Madrid con su tesis, publicada ese mismo año en Sevilla, titulada
Estudio jurídico de la condena condicional. Poeta, literato y jurisconsulto, empezó desde muy joven a significarse como conferencista y escritor destacando también en la poesía, campo en el que obtuvo premios.   Sin embargo, terminó más enfocado en el estudio del Derecho, temática en la que publicó diversas obras. Hijo de Alejandro Guichot y Sierra y nieto de Joaquín Guichot y Parody, falleció el 5 de abril de 1944 en Madrid.
Entre sus publicaciones se encontraron títulos como El delito frustrado (1906), Estudio jurídico de la condena condicional (1908), Capacidad jurídica de la mujer casada para contratar (1909), La tercera escuela en el Derecho penal (1910), Algo sobre la evolución de las doctrinas penales (1913), Estudios estadísticos (1912) y Sobre accidentes del trabajo (1923). Entre sus textos de carácter literario estuvieron Primeros escritos literarios (1907), Memorias del Ateneo (1910 y 11) y las obras poéticas Veinticinco cantares andaluces (1909), Oye un cantar de mi tierra (1923), Castillitos en el aire (1923) y Ecos de España (1923).